# 王家骐
王家骐（1940年2月—），男，江苏苏州人，中国光学仪器专家，中国科学院院士。

## 生平
王1963年毕业于哈尔滨工业大学金属材料系，1966年8月中国科学院长春光学精密机械研究所硕士研究生毕业，其后留校就职。现任长春光机所学术委员会主任，2005年当选为中国科学院院士。2018年2月24日，当选为第十三届全国人大代表。